# Evangelische Kirche (Oetinghausen)

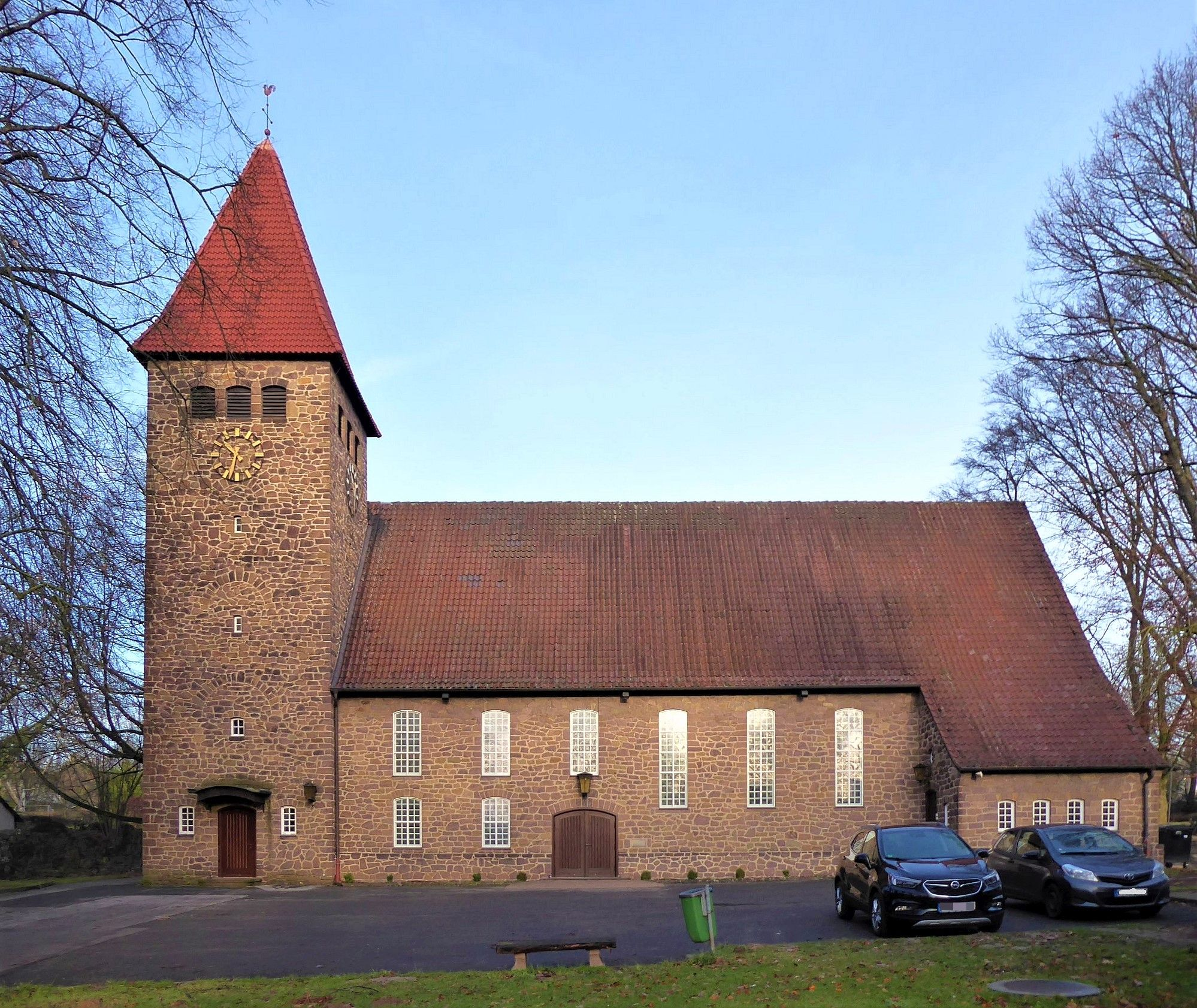
Die Evangelische Kirche zu Oetinghausen

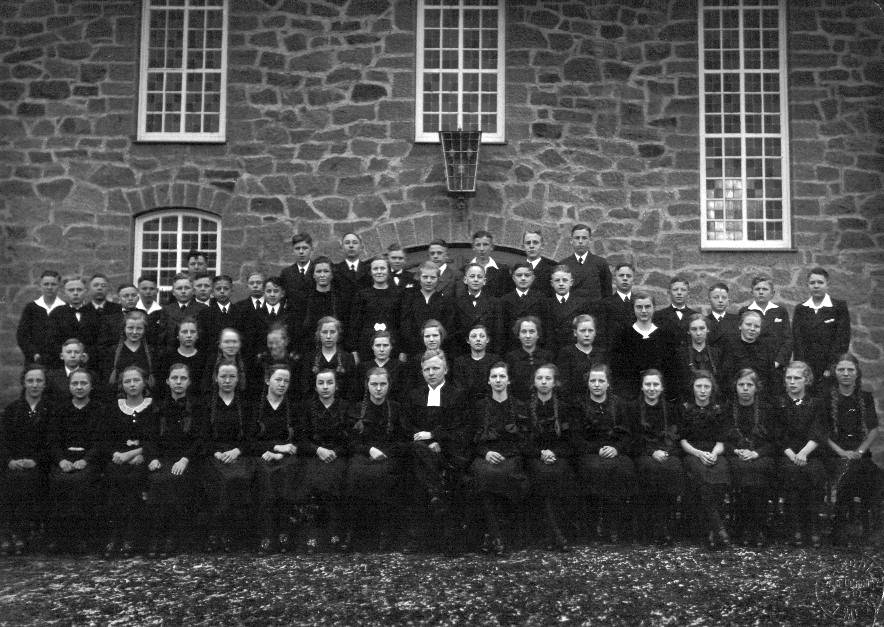
Die erste Konfirmation in der neuen Kirche zu Oetinghausen 1939 mit Pfarrer Ehmann

Die Evangelische Kirche Oetinghausen gehört zur evangelisch-lutherischen Kirchengemeinde von Hiddenhausen-Oetinghausen im Kreis Herford. Sie gehört zum Kirchenkreis Herford der Evangelischen Kirche von Westfalen. 

## Geschichte
Seit dem Mittelalter gehörte die Bauerschaft Oetinghausen zum Kirchspiel Hiddenhausen und die dortigen Gläubigen besuchten die Gottesdienste in der Hiddenhausener Pfarrkirche St. Gangolf. Lutherische Predigten begannen dort im Zuge der Reformation um 1530. Die kirchlichen Verhältnisse änderten sich erst, als für Oetinghausen 1902 eine weitere Pfarrstelle eingerichtet wurde. Nach dem Neubau einer Volksschule in Oetinghausen konnten in der sogenannten Schulkapelle, die einen Dachreiter mit Glocke besaß, ab 1908 Gottesdienste gefeiert werden. Ein evangelischer Friedhof wurde 1911 geweiht.
1930 begann das Presbyterium mit den Planungen für den Bau eines eigenen Gotteshauses in Oetinghausen, wofür zunächst eine Bauplatzkommission eingesetzt wurde, jedoch kam es erst 1935 zur Einsetzung einer Baukommission. Erst am 25. Juli 1937 konnte nach Überwindung aller Widerstände der Grundstein gelegt werden, wobei man in einer Zinnschatulle eine Urkunde, eine Bibel, die evangelisch-lutherischen Bekenntnisschriften sowie Ausgaben des Sonntagsblattes und einer Tageszeitung einmauerte. Die Gesamtkosten des Kirchbaus beliefen sich schließlich auf 66.091 Reichsmark. Am 30. Oktober 1938 konnte das Kirchweihfest stattfinden, wozu der sogenannte „Posaunengeneral“ Johannes Kuhlo mit seinem Ensemble anreiste.
Im Jahr 1942 musste bereits das neue Bronzegeläut aus drei Glocken an die Kriegsrüstung abgetreten werden. Da die Schalllöcher für eine Entfernung zu klein waren, mussten belgische Zwangsarbeiter die Glocken tagelang mühsam im Turmraum zerschlagen. Daraufhin versah die alte "Bimmelglocke" aus dem Schulhaus im Turmuntergeschoss ihren Dienst. Sie gelangte nach einer Neuanschaffung von Stahlglocken 1953 als Geschenk nach Sumatra/Indonesien.